# Sent Somplesi
Sent Somplesi (francès Saint-Sulpice-sur-Lèze) és un municipi del departament francès de l'Alta Garona, a la regió d'Occitània.